# 大ベルリン
大ベルリン（ドイツ語: Groß-Berlin, グロース＝ベルリーン）は、1920年に制定された自治体または単一自治体としてのベルリンを指す名称である。領域は今日のものと幾分異なる。

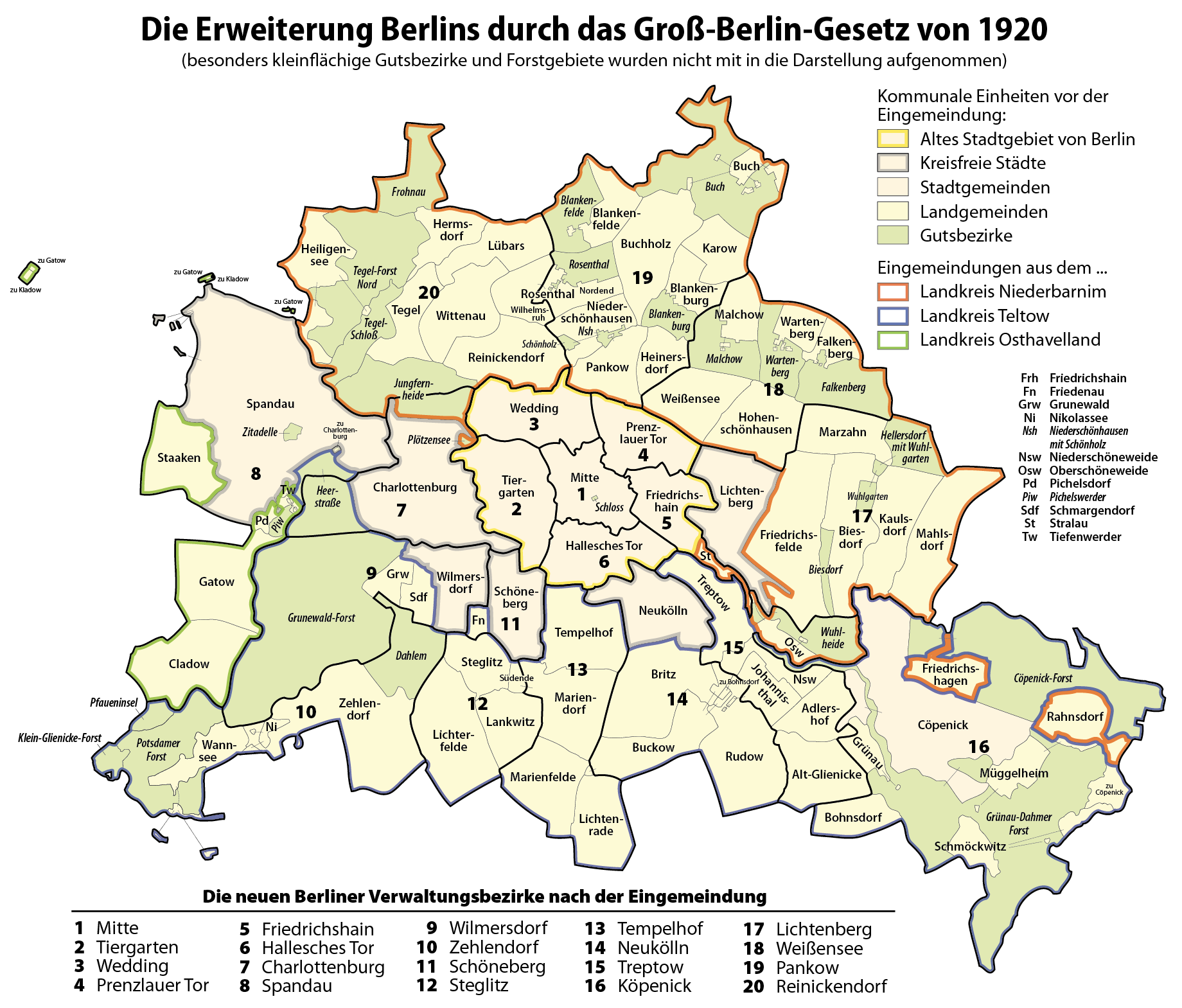
大ベルリン法によるベルリンの拡大

19世紀に産業集積地となったベルリン（アルト＝ベルリン）は、都市計画で調整されることなく発展が進んだ。1911年に目的連合が作られたが、これでは不十分なことが明らかになった。その後878 km²もの面積をもつ市域を設定することで、都市計画による調整を進め、また領域内での財政、社会面での大きな不均衡を調整することが可能になった。第二次世界大戦までは、約400万人がこの地域に居住していた。戦後、人口は300万人未満から350万人に再び増加した。

## 大ベルリンへの歩み

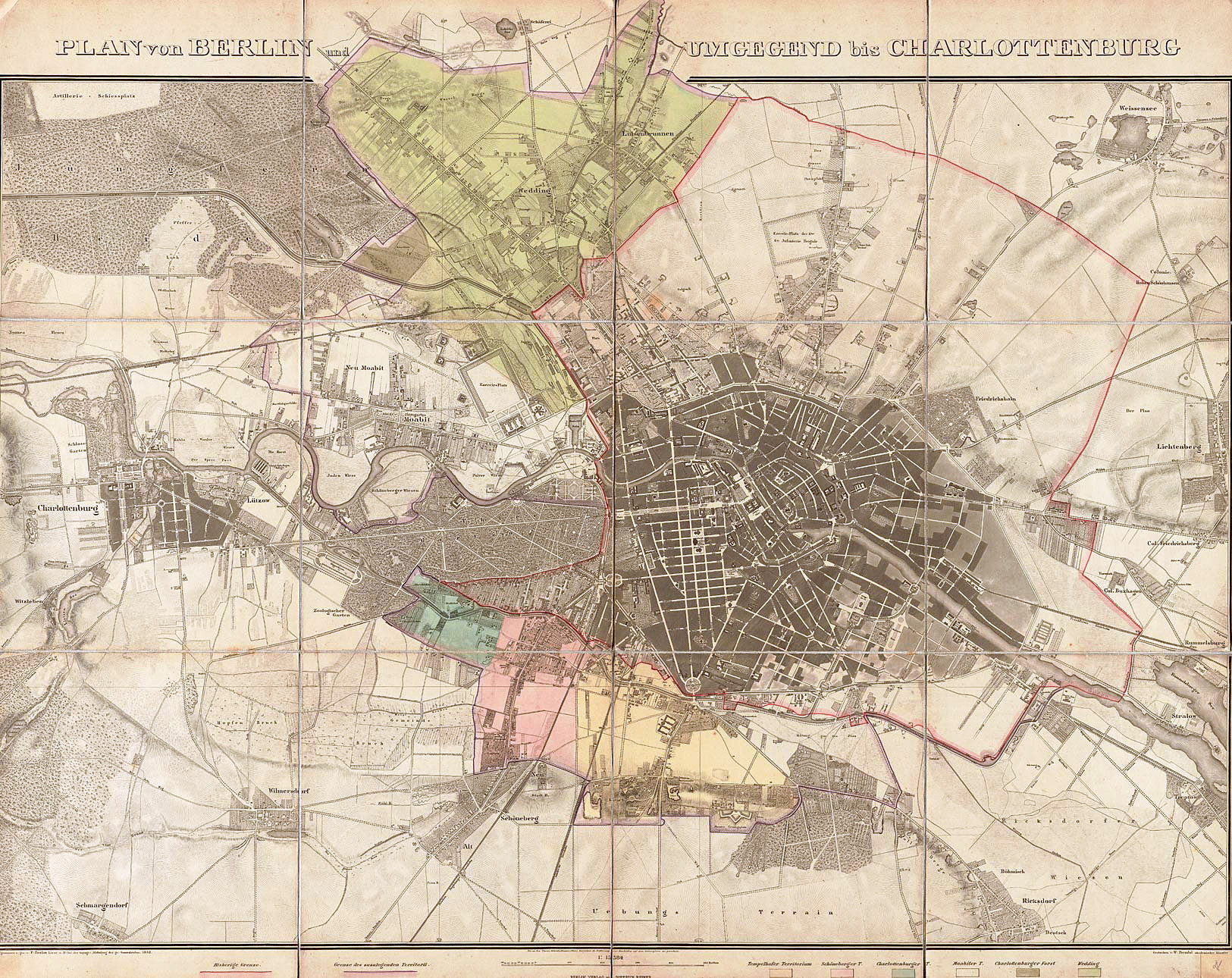
1861年からの市域拡大を示す地図

産業革命が始まって以来、特に1871年のドイツ帝国成立以降、産業化が高度に進展する中、ベルリンの人口は増加の一途をたどっていた。ベルリンはプロイセン王国とドイツ帝国の首都であり、近隣自治体との境界付近の空地は、従来、専ら農業用地として利用されてきたが、次第に住居や工業用地としての需要が高まっていった。
既に1820年以来、ベルリン市域の拡大が議論されてきた。郊外のモアビート、ヴェディング、ティーアガルテン、南部ではシェーネベルク、テンペルホーフ の農地をベルリンに編入しようというのである。ベルリンと周辺地域は、各々の短期的な自益を代弁するばかりであった。ニーダーバルニム郡は、モアビートとヴェディングの編入に賛成であったが、その理由は同地区の社会保障関連支出が郡財政を圧迫していたためであった。これに対してテルトウ郡は、シェーネベルガー・フォアシュタットとテンペルホーファー・フォアシュタットの編入に反対であった。なぜなら当地の市民階級が、郡にとって重要な税収源であったためである。ベルリン市議会は、財政的に脆弱な労働者地域、モアビートとヴェディングの編入を拒否する一方、裕福なシェーネベルクとテンペルホーフ地域に対しては非常に興味を示した。40年にわたる地方政治の不毛な議論の末、1860年1月28日のプロイセン王国閣議決定により、これらの領域は翌年1月1日付でベルリンに編入されることになった。
都市と周辺地域は利害が対立していたため、これをまとめるために上級市長アルトゥール・ホーブレヒトは1875年に提言を行った。ベルリン、シャルロッテンブルク、シュパンダウ、ケーペニックの各都市と、テルトウ郡、ニーダーバルニム郡から「ベルリン州 (Provinz Berlin)」を新設しようというのである。また前記2郡の利益に配慮し、ベルリンは2郡を合併しない、とされた。しかしこの計画は都市と州のそれぞれの議会、さらに2郡からも拒否された。プロイセン王国政府も、プロイセンの中核をなすブランデンブルク州からの首都圏分離に関心を示さなかった。
1890年代以降、総合的な都市計画や交通計画の不備、自治体の財政負担の不均衡が再び俎上にのるようになった。南部と西部にある郊外は裕福で、富裕層のおかげで社会福祉関連支出が少なく、減税が可能であったのに対して、中心部と東部の郊外はその逆であった。
1906年1月、行政建設官エマヌエル・ハイマン(Emanuel Heimann)、建築家アルベルト・ホーフマン (Albert Hofmann)、建築監督官テオドール・ゲッケらは「ベルリン建築家連合 (Vereinigung Berliner Architekten)」で、統一基本計画の構想懸賞競技を開催した。ベルリン建築家協会と協力して、同年中に「大ベルリン建築家委員会 (Architekten-Ausschuß Groß-Berlin)」が、枢密建築監督官オットー・マルヒを委員長に設立された。1907年には「大ベルリンの都市計画的発展のための基本計画を求める提言 (Anregungen zur Erlangung eines Grundplanes für die städtebauliche Entwicklung von Groß-Berlin)」を発表し、統一的な地区詳細計画を推奨し、基本方針をまとめた。その後、国際的に「大ベルリンの地区詳細計画のための基本計画設計競技 (Wettbewerb um einen Grundplan für die Bebauung von Groß-Berlin)」、略して「大ベルリン設計競技」が発表され、開催期間は1908年から1909年12月とされた。締め切り間際にプレゼンテーションは「一般都市計画展 (Allgemeine Städtebau-Ausstellung)」へと拡大され、シャルロッテンブルク造形美術学校にて1910年5月から6月まで開催された 。当選したのはヘルマン・ヤンゼン、ヨーゼフ・ブリックス、フェリックス・ゲンツマーによるグループの構想であった。これは高架鉄道会社、ブルーノ・メーリング、ルドルフ・エーバーシュタット、リヒャルト・ペーターゼンとの共作である。
大ベルリン目的連合（法律1911年7月19日）が設立され、いくつかの問題を解決しようと試みたが、この他にも「赤い」ベルリンがプロイセン、またドイツ帝国の政治で大きな影響力を持たないようにすることも課題であった。しかしこの目的連合は法的拘束力が非常に弱く、ほとんど期待に応えることができなかった。自治体間の社会的差異は増大するばかりで、さらに問題を引き起こしたが、目的連合は社会的調整の問題に対しほとんど権限がなかった。
都市ベルリンの人口増加は20世紀が始まって以降、幾分緩やかになったが、それでも1912年には210万人に達し、最大の人口を記録した。
結果論ではあるが、第一次世界大戦とドイツ革命によるドイツ帝国の崩壊よって、ついに大ベルリンが政治的に現実のものとなった。なお目的連合が成し遂げたものには、1915年の永続森林契約による、そして今日にも残るベルリン周辺部の広大な森林が挙げられる。

## 大ベルリン法

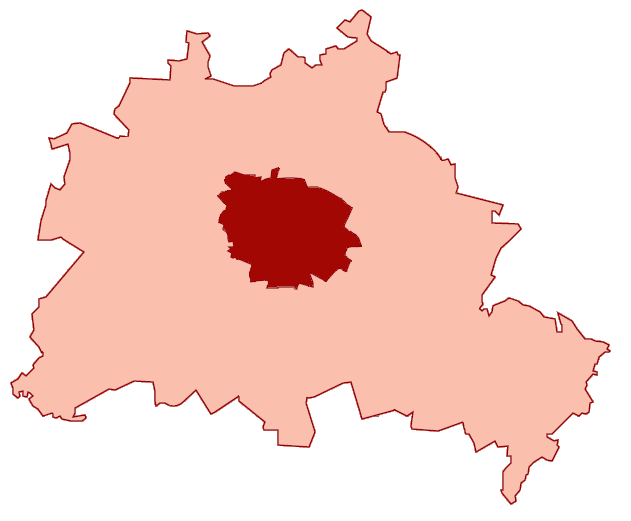
1920年以前の市域（赤）、1920年以降（ピンク）。領域は今日のものであり、大部分が大ベルリン法による領域と一致する）

1920年4月27日の「新都市自治体ベルリンの編成に関する法律 (Gesetz über die Bildung einer neuen Stadtgemeinde Berlin)」は、略して「大ベルリン法」と呼ばれる。1920年4月25日にプロイセン自由州（邦）議会で投票が行われ、SPD、USPD、DDPが賛成、DNVP、DVP、中央党が反対であった。同法は、賛成164票、反対148票、棄権5票で可決され、1920年10月1日に発効した。従来の都市自治体ベルリンに、以下の6つの郡独立都市自治体、ベルリン＝リヒテンベルク、ベルリン＝シェーネベルク、ベルリン＝ヴィルマースドルフ、シャルロッテンブルク、ノイケルン、シュパンダウ、また周囲のニーダーバルニム郡、オストハーフェルラント郡、テルトウ郡から59の農村自治体、27の領地区域、そしてテルトウ郡の都市自治体ケーペニックが合併された。その際に奇妙な特殊事案が発生した。それはベルリン王宮の一帯である。従来は一個の独立した領地区域であり、この法律によってはじめてベルリンの行政区域となった。
それまでのベルリンの人口は190万人であったが、これに190万人が加わった。その内の120万人はベルリン周囲の7都市の人口である。市域は66 km²から878 km²へと拡大した。こうしてベルリンは数年の間、世界的に見ても面積では第2位、人口ではロンドン（730万人）、ニューヨーク（560万人）に次いで、第3の都市となった。
ベルリン都市郡は既に1881年にブランデンブルク州から分離していたが、編入した自治体とともについにプロイセン自由州（邦）内に州のような機能を備えた別個の行政管区が創設されたのであった。大ベルリンには当初、下記の20区が置かれた。
- ベルリンの旧市域（アルト＝ベルリン（ドイツ語版） ）から、ミッテ区（ドイツ語版）、ティーアガルテン区（ドイツ語版）、ヴェディング区（ドイツ語版）、プレンツラウアー・ベルク区（当初は「プレンツラウアー・トーア (Prenzlauer Tor) 区」）、クロイツベルク区（ドイツ語版）（当初は「ハレッシェス・トーア (Hallesches Tor) 区」）、フリードリヒスハイン区（ドイツ語版）（シュトラーラウ（ドイツ語版）を含む）
- 編入された都市、農村自治体、領地区域から、シャルロッテンブルク区（ドイツ語版）、シュパンダウ区、ヴィルマースドルフ区（ドイツ語版）、シェーネベルク区（ドイツ語版）、ノイケルン区、ケーペニック区（ドイツ語版）、リヒテンベルク区、パンコウ区、ライニッケンドルフ区、シュテーグリッツ区（ドイツ語版）、ツェーレンドルフ区（ドイツ語版）、テンペルホーフ区（ドイツ語版）、トレプトウ区（ドイツ語版）、ヴァイセンゼー区（ドイツ語版）。

区名は、それぞれ編入された最大の都市、または農村自治体の名称がつけられた。
行政区は一連の自治行政を掌るが、編成の際は「ブルジョワ的」区と「プロレタリア的」区が均衡するよう考慮された。それにもかかわらず1923年までは、ベルリンからの離脱運動があったものの、全て失敗した。この法律が目的としたのは、統一的な都市計画と都市設計の実現である。これはまたベルリンが1920年代に世界に名だたる国際都市に飛躍するための重要な基礎となった。
この法律は今日も有効である。1990年の統一条約の際、連邦州としてのベルリンの拡大と境界を定義するための公式声明で言及された。

## 「大ベルリン」の継続使用
「大ベルリン」という用語は、数十年の時を経て使用機会が少なくなる一方であるが、行政においては今なお健在である。「大ベルリン」という用語は、1949年5月23日のドイツ連邦共和国基本法に採録され、1990年のドイツ再統一、そして当時の第23条の廃止まで存在した。ここでは公式に都市全体を指す場合に用いられたが、実際は西ベルリンのみに適用された。また東ベルリンの都市行政もまた、1977年までなお「大ベルリン参事会」と称していた。1950年以降のベルリン憲法では既に、都市と州としては「ベルリン」のみが使用されている。ここでは「大ベルリン」は「以前の地方自治体としての大ベルリン」という限定された意味で用いられている。

## 1920年以降の変更点

### 市境
ベルリンの外側に対する境界は、今日でも大部分がなお1920年に設定されたものと同じである。しかし様々な理由により下記の境界が変更された。
- 1928年：デュッペル（ドイツ語版）領地区域を編入
- 1945年：イギリスとソ連占領当局は西部の郊外地区の交換に合意。ヴェスト＝シュターケン（ドイツ語版） は、ソ連管理区域（直後にソ連占領地域）となった。ガートウ飛行場（ドイツ語版）とグロース・グリーニケ（ドイツ語版）の東部がシュパンダウ区に編入となり、イギリス管理区域となった。
- 1972年：西ベルリンと東ドイツとの間で最初の領土交換。西ベルリンの飛び地（ドイツ語版）解消と他の様々な境界線の調整。
- 1988年：2度目の西ベルリンと東ドイツ間の領土交換。残る飛び地の解消と接続、さらなる境界線調整。
- 1990年：統一条約による、いくつかの境界線の調整。1945年のヴェスト＝シュターケンの分離が撤回される。しかしガートウ飛行場とグロース・グリーニケ地区（東部）はベルリンに残留し、こうしてグロース・グリーニケは分割状態が続くことになった。ベルリン市域外のヘーノウ（ドイツ語版）とアーレンスフェルデ（ドイツ語版）に建設された新市街がマルツァーン区（ドイツ語版）とヘラースドルフ区（ドイツ語版）に編入された[16]。

### 区の境界と名称
- 1921年：区名変更。プレンツラウアー・トーア区→プレンツラウアー・ベルク区、ハレッシェス・トーア区→クロイツベルク区（ドイツ語版）
- 1934年：区名変更。フリードリヒスハイン区（ドイツ語版）→ホルスト＝ヴェッセル＝シュタット区（ナチスの「殉教者」ホルスト・ヴェッセルに因む）
- 1938年：ほぼ全区にわたる大規模な境界変更。
- 1945年：区名回復。ホルスト＝ヴェッセル＝シュタット区→フリードリヒスハイン区
- 1972年：初の地域交換。様々な管理区域の境界線、特にポツダマー駅（ドイツ語版）周辺。
- 1979年：マルツァーン区（ドイツ語版） がリヒテンベルク区とヴァイセンゼー区（ドイツ語版）の一部から新設。
- 1985年：ホーエンシェーンハウゼン区（ドイツ語版）がヴァイセンゼー区の一部から新設。ヴァイセンゼー区は区域補填のためパンコウ区の一部を編入。
- 1986年：ヘラースドルフ区（ドイツ語版） がマルツァーン区の一部から新設
- 1988年：レンネ・ドライエック（ドイツ語版）とローミューレン橋（ドイツ語版）を含む連合軍管理区域の境界の調整
- 2001年：区改編：区数は合併によって全23区から全12区まで削減された[16]。

### 境界線の機能の変遷
1920年に設定された市境にはほとんど変更がなかったが、その性質は幾度も大きく変化した。
- 1920年 - 1945年：市境とプロイセン自由邦の州との境界線
- 1945年 – 1990年：ソ連占領地域と四か国分割占領都市ベルリンとの境界線。大ベルリン法で定められた区の境界線は、占領管理区域の境界線となる（ヤルタ会談、ポツダム会談）。
- 1949年 - 1990年：ベルリン市境の西部は東ドイツとの国境となる。こうしてベルリン封鎖後、鉄のカーテンの一部となる。
- 1952年 - 1990年：ベルリン市境東部は東ドイツの県境となる。
- 1961年 - 1990年：ベルリンの壁の西ベルリンとの境界線。
- 1990年以降：統一条約で定められたベルリン州とブランデンブルク州との境界線。

### 通りの名称
いくつのも地域の中心部がまとめられたため、通りの名称が重複することがよくあった。例えばドルフ通り（Dorfstraße, 「村通り」）、ハウプト通り（Hautpstraße, 「中央通り」）、ヴィルヘルム通り (Wilhelmstraße) などである。1930年代には、いくつかの名称変更が広範に行われ、特に1931年と1938年のものが大規模であった。既存の重複する通りの名称は地域に関連する名称に変更された。多くの場合「Dorfstraße」はそれぞれ地区名の前に「Alt-」を付加したものに変更された。1938年の変更では、特にホーエンツォレルン家の一族に因んで名づけられた通りが、国民社会主義に近い人物の名前に変更された。1950年にはさらに広範な変更が行われ、（主に）複数の区で重複する通りの名称が変更された。特に東ベルリンの区では、重複する通りの内、貴族の名が冠せられたものが変更された。一方でファーストネームや樹種といった無難な名称は変更されなかった。
2010年代でもシラカバ並木通り (Birkenallee) が5つ、シラカバ通り (Birkenstraße) が5つ、シラカバ道 (Birkenweg) が3つ、アカシア並木通り (Akazienallee) が2つ、カシワ通り (Eichenstraße) が4つ、マロニエ並木通り (Kastanienallee) に至っては7つある。大ベルリンの成立後、全体で30もの「駅通り」 (Bahnhofstraße) があったが、内20はこの間に変更され、内2つは廃道となった。2014年時点でも「駅通り」は、アルト＝ホーエンシェーンハウゼン、ブランケンブルク、ブランケンフェルデ、フランツェージッシュ・ブーフホルツ、カーロウ、ケーペニック、リヒテンラーデ、リヒターフェルデ、シェーネベルクに存在している。
道路名一覧は、ベルリンで一元管理されているものの、名称の決定は区に一任されている。これ以上の重複を避けることを目的として、道路命名のためのベルリン道路名称規則が定められている。特に他の区に対して、（区または所有者が）選定した道路名が既にベルリン州内に存在しないことを明らかにするものである。